# 直隸總督署
直隶总督署，也称直隶总督部院，位于河北省保定市裕华路，明初為保定府衙，明永樂年間作為大寧都司署，清初作為參將署，清雍正八年(公元1730年)，直隸總督唐執玉方移直隸總督部院至明朝大寧都司故址。是清代直隶总督的办公場所，中国现存唯一完整的清代省级衙署。

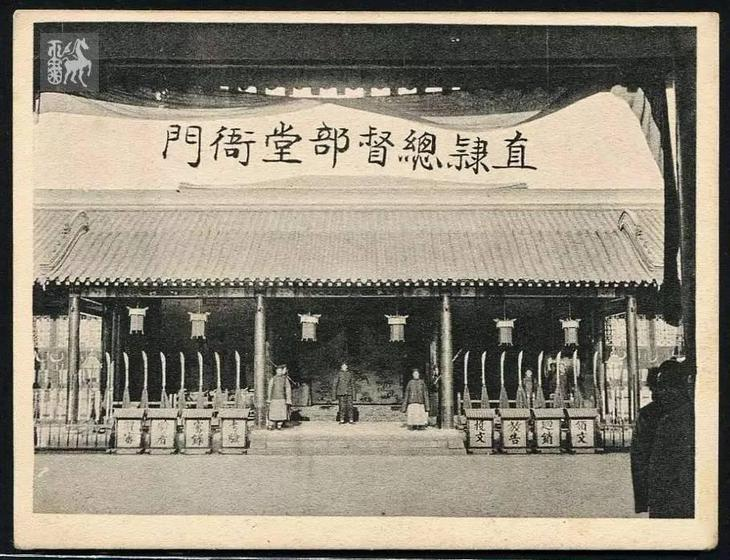
直隶总督部院大堂

部院启用于雍正七年（1729年），至清亡废止，历時182年。1988年1月被中華人民共和國國務院列入第三批全国重点文物保护单位名單。

## 相册

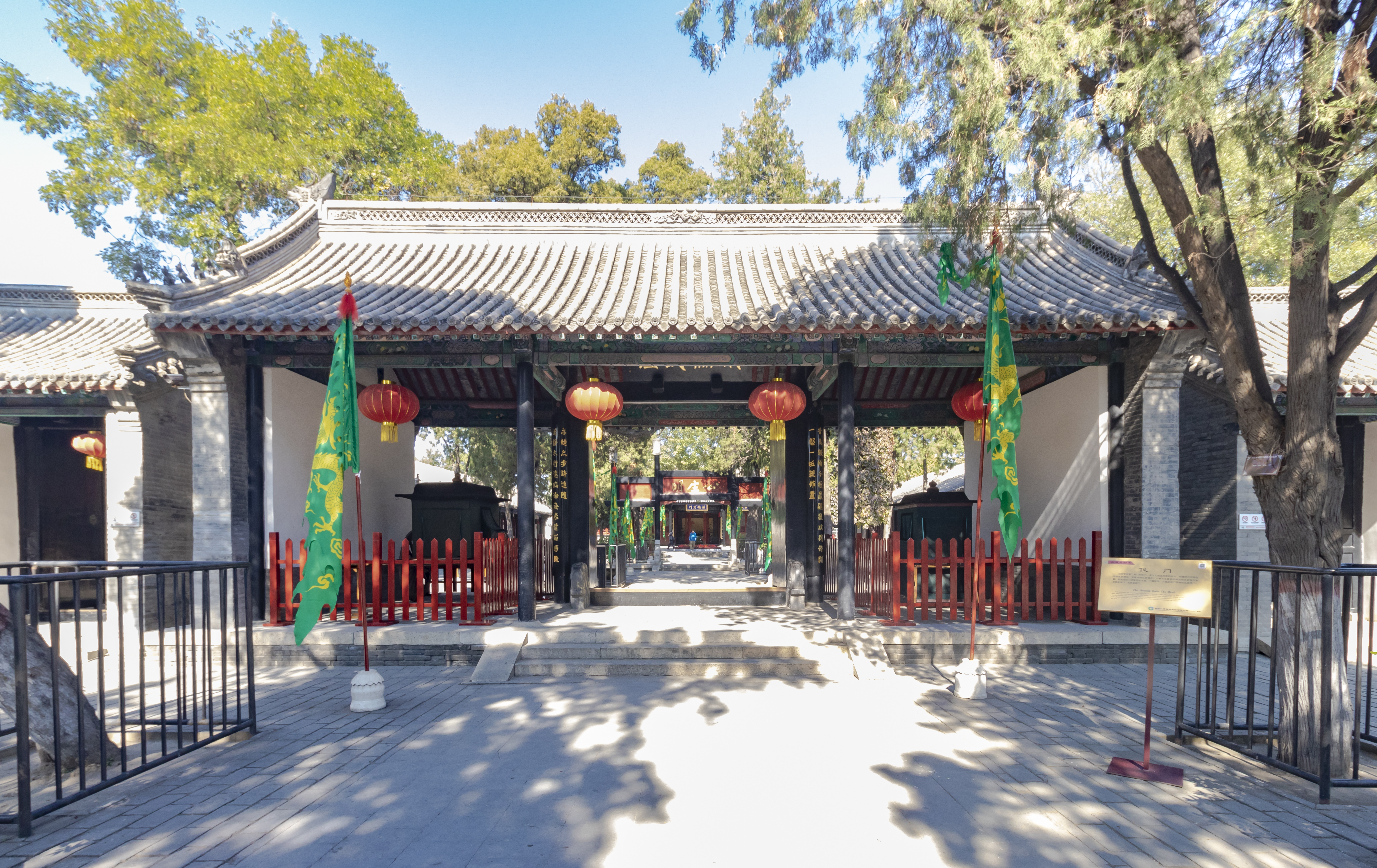
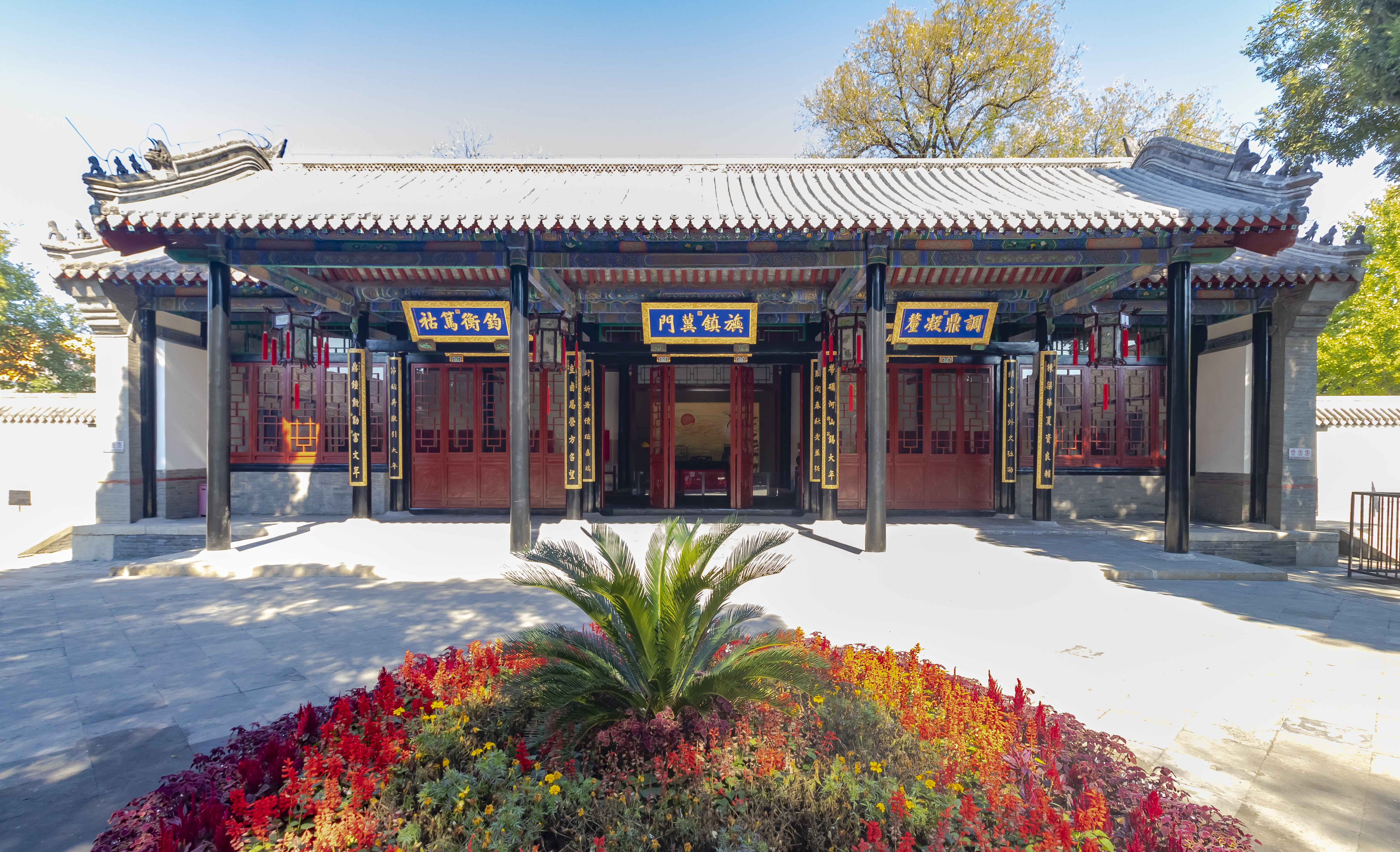
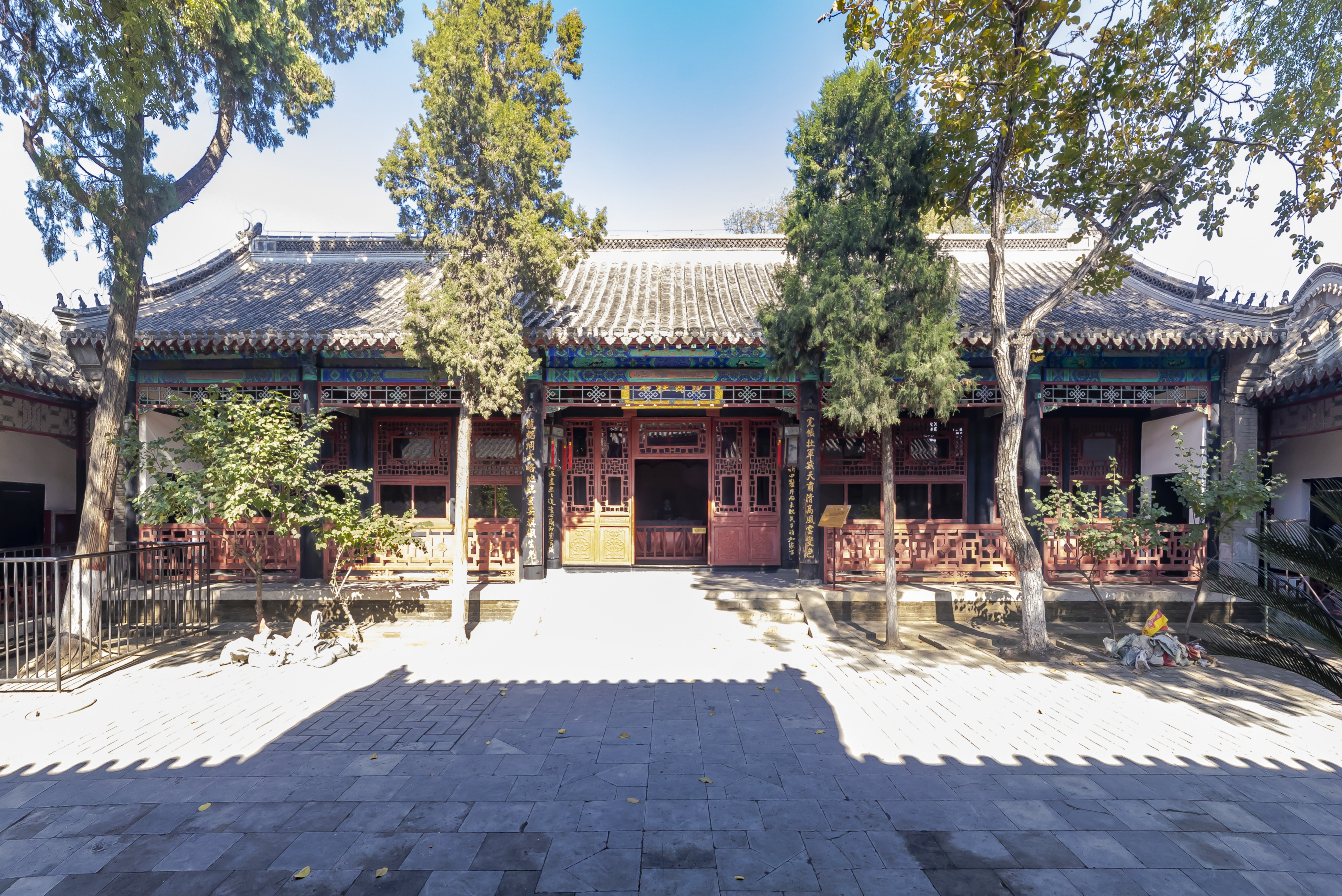
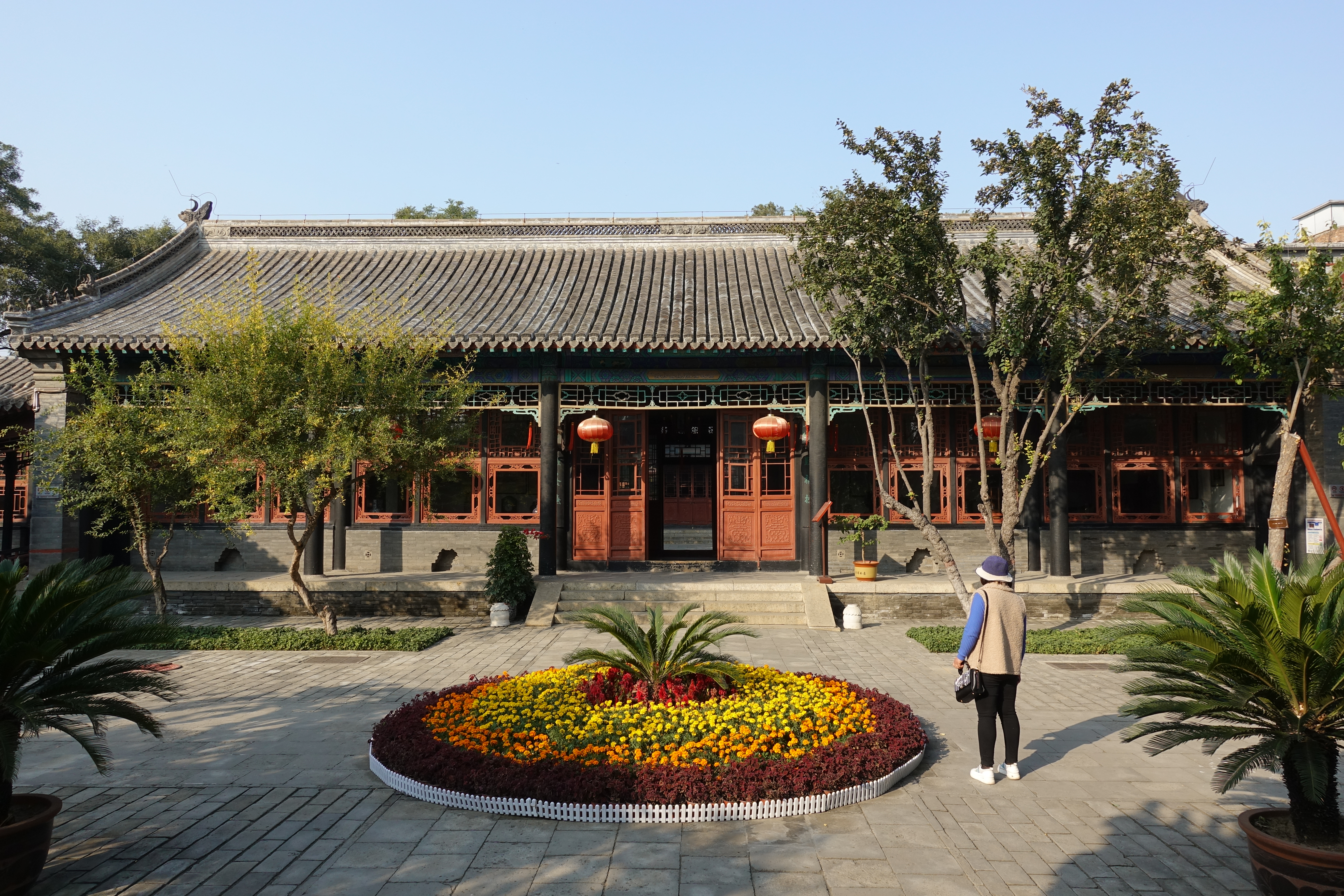
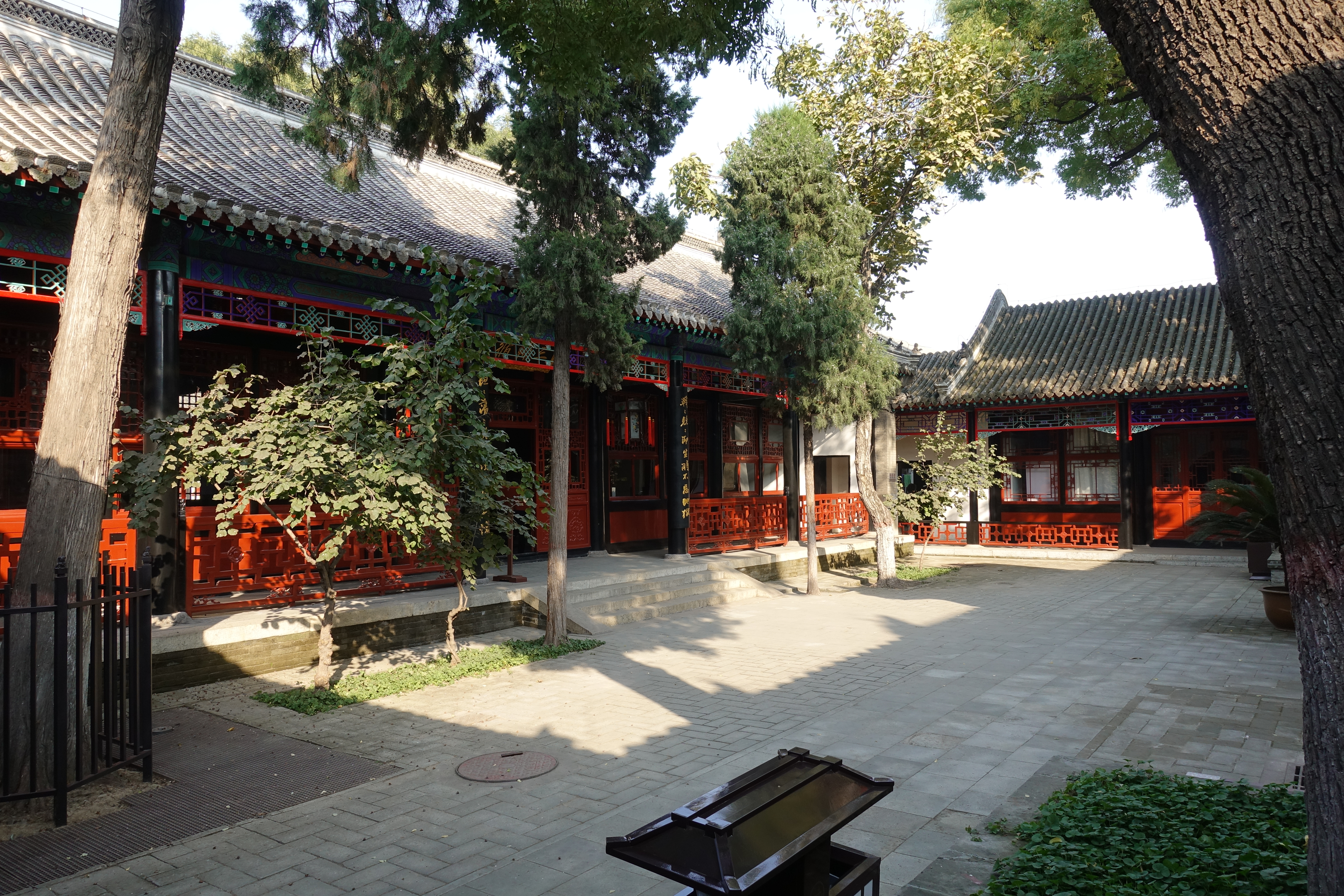